# НАМБЛА
Северноамеричко удружење љубави између мушкарца и дечака (НАМБЛА) је организација која се залаже за промоцију педофилије и педерастије и која ради на укидању постојања старосне границе за сексуалну сагласност, и за ослобађање свих мушкараца који су у затвору због сексуалних односа са малолетницима без присиле.

## Циљеви
НАМБЛА на свом сајту тврди да има за циљ укидање "екстремне опресије према мушкарцима и дечацима који су у вези уз обострану сагласност“. Према НАМБЛИ, основни циљеви њихове борбе су:
- подршка и промоција везе између мушкарца и дечака: НАМБЛА сматра да ако постоји обострани пристанак оваква веза није штетна, нити представља злостављање деце
- реформу закона о неопходном узрасту за сексуалну сагласност